# Aluminium
Aluminium er et grundstof med atomnummer 13 i det periodiske system. Symbol Al. Det er et let, hvidt metal, og netop dets lethed er grunden til dets udbredte anvendelse bland andet i legeringer.
Aluminium danner Al+++ ioner ved at afgive sine 3 elektroner i den yderste elektronskal. Aluminium i fødevarer har E-nummeret E-173.
Aluminium er ikke sjælden i naturen, men findes udelukkende i kemiske forbindelser, typisk med oxygen. For at bryde denne forbindelse kræves meget elektricitet. Fremstilling af aluminium er meget energikrævende, og recirkulering af metallet er derfor udbredt og i høj grad rentabelt. Aluminium har genbrugskoden "ALU".
Aluminium har et tyndt lag aluminiumoxid på overfladen, som forhindrer det i at reagere med andre stoffer, men så snart det lag fjernes, er det meget reaktivt.

## Historie
Aluminium blev isoleret første gang i 1824 af H.C. Ørsted. Tidligere har man traditionelt tildelt æren til den tyske kemiker Friedrich Wöhler, der udvandt aluminium som et gråt pulver i 1827, men Wöhler har i et brev til Ørsted erkendt, at det er Ørsted, der har lavet det grundlæggende arbejde med at isolere metallet.
De første metoder til fremstilling af aluminium var ikke tænkt til storproduktion, og de første mange år var metallet en sjældenhed med priser på niveau med guld og platin. Således ejede Frederik 7. en kostbar hjelm af aluminium. Først da fremstilling ved hjælp af elektrolytiske metoder, kaldet Hall–Héroult-processen, blev udviklet i midten af 1880'erne kom der gang i en større produktion af aluminium.

## Isotoper
Kun 27Al er stabilt.
I universet dannes det radioaktive 26Al i supernovaeksplosioner. I verdensrummet og lidt på jorden dannes 26Al af grundstoffer med højere atomnumre, som slås i stykker grundet bombardement med kosmiske stråler. 26Al henfald udsender gammastråling med en bestemt energi på 1809 keV og var den første observerede gammastråling som blevet fundet i vores galakses centrum. Observationen blev lavet med HEAO-3 satellitten i 1984.